# Pehen-Ptah
Pehen-Ptah, (également lu Ptah-Pehen et Ptahpehen) est un sculpteur et fabricant de vases, de l'Égypte antique durant la IIe dynastie. Son nom présente un certain intérêt pour les égyptologues, car il est lié au dieu Ptah.

## Biographie
Pehen-Ptah est attesté sur vingt-trois récipients en pierre :
- vingt-et-un d'entre eux se trouvait dans les galeries orientales sous la pyramide de Djéser à Saqqarah avec les récipients numérotés de 140 à 160[5],[6],
- un bol en marbre rose veiné provenant de la tombe de Péribsen dans la nécropole d'Oumm el-Qa'ab à Abydos[7],
- un plateau circulaire en schiste vert découvert dans la tombe S3009 à Saqqarah-Nord[8],[9].

En tant que haut fonctionnaire et prêtre , Pehen-Ptah portait plusieurs titres,, :
- « Utilisateur de l'instrument  » (mjb.tj)
- « Graveur » (gnw.tj),
- « Fabricant de vases » (lecture incertaine).

Les trois titres portés par ce Pehen-Ptah se trouvent pour ainsi dire toujours réunis. Quand le troisième titre manque, par exemple sur les vases nos 140 et 155, c'est évidemment une simple suppression du titre que l'on devait considérer comme le moins important des trois. 
| T7 | T20 | T20 |

| T7 | T20 | T20 |

Il est à noter qu'un autre récipient en pierre, plus spécifiquement une coupe en cristal de roche veiné, porte le nom d'une autre personne nommé Pehen-Ptah portant le titre ss̆m-nṯr.w ; ce vase avait été donné lors d'une fête-Sed. Si ces personnages sont homonymes, ils portent des titres complètement différents et ne doivent sans doute pas être confondu, l'ordre des hiéroglyphes de leurs noms étant par ailleurs légèrement différent.

### Datation
On ne sait rien de Pehen-Ptah si ce n'est qu'il a dû vivre au plus tard sous le règne de Péribsen, comme l'indique la présence d'un vase à son nom dans la tombe de ce roi.